# Mental Cut
Mental Cut – czwarty album studyjny zespołu Maanam, nagrany w krakowskim studio ZPR w 1984 r., po raz pierwszy wydany w grudniu 1984 roku na kasecie magnetofonowej przez firmę Jako. Dwa miesiące później został wydany na płycie winylowej nakładem wytwórni Muza.
Marek Jackowski o albumie w Tylko Rocku:

„To były czasy naszych podróży do Berlina. Pamiętam ten cały rozgardiasz, to wielogodzinne stanie na granicy, tę nerwówkę z paszportami: czy dostaniemy, czy nie... Na tę płytę nałożyły się sprawy czysto życiowe, a równocześnie terminy, których nie można było przekroczyć. Można powiedzieć, że ze wszystkich naszych płyt - ta jest najmniej ogarnięta...”

{{Cytat}} Brakujące pola: treść. Przestarzałe pola: 1.

## Lista utworów
strona 1
1. „Simple Story” (muz. M. Jackowski – sł. O. Jackowska) – 3:24
2. „Mentalny kot” (muz. M. Jackowski – sł. O. Jackowska) – 2:40
3. „Lucciola” (muz. M. Jackowski – sł. O. Jackowska) – 4:25
4. „Dobranoc Albert” (muz. M. Jackowski, R. Olesiński, B. Kowalewski, P. Markowski – sł. O. Jackowska) – 4:06
5. „Przerwa na papierosa” (muz. R. Olesiński) – 3:25

strona 2
1. „Nowy przewodnik” (muz. M. Jackowski – sł. O. Jackowska) – 2:40
2. „Kreon” (muz. M. Jackowski – sł. O. Jackowska) – 3:20
3. „You Or Me” (muz. M. Jackowski – sł. O. Jackowska) – 4:23
4. „Kowboje O.K.” (muz. M. Jackowski) – 4:10
5. „Lipstick on the Glass” (muz. M. Jackowski – sł. O. Jackowska) – 3:05

## Skład
- Olga Jackowska – śpiew
- Marek Jackowski – gitara
- Ryszard Olesiński – gitara
- Bogdan Kowalewski – gitara basowa
- Paweł Markowski – perkusja

Gościnnie
- John Porter – śpiew
- Neil Black – gitara, skrzypce
- Andrzej Tylec – perkusja

Personel
- Reinhard Zwierlein – realizacja dźwięku
- Sławomir Kosmynka – foto i projekt graficzny